# Herder-Institut (Leipzig)

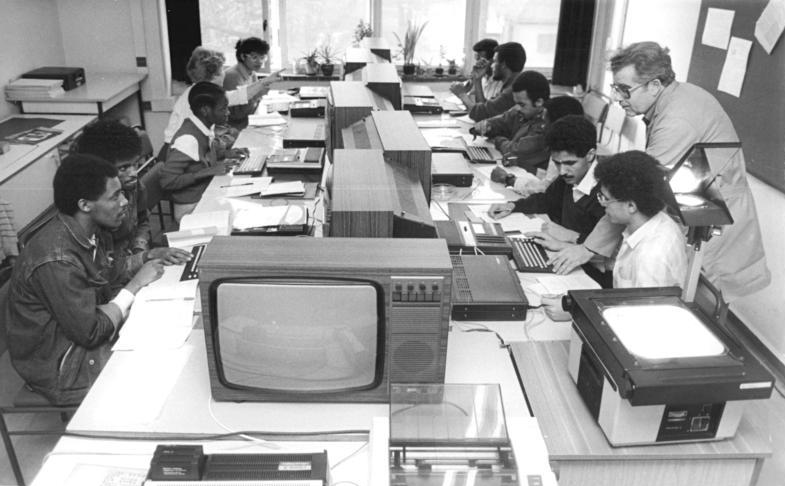
Unterricht für Gaststudenten: Ausbildung am Computer, 1989.

Das Herder-Institut war bis 1993 eine Vorstudienanstalt für ausländische Studierende und Stätte zur Förderung deutscher Sprachkenntnisse im Ausland an der Karl-Marx-Universität Leipzig. Die gleichnamige Nachfolgeorganisation ist an der Philologischen Fakultät der Universität Leipzig am 2. Dezember 1993 neu gegründet worden und widmet sich der Forschung und Lehre von Deutsch als Fremdsprache.

## Geschichte
Das Herder-Institut wurde 1956 an der Karl-Marx-Universität Leipzig (heute: Universität Leipzig) als „Institut für Ausländerstudium“ gegründet. Es war ein unmittelbar dem Rektor unterstelltes Institut, das ausländische Studenten in meist einjährigen (Sprach-)Kursen auf ein Fachstudium in der DDR vorbereitete. 1961 wurde das Institut umbenannt in Herder-Institut. Im Jahre 1968 wurde am Herder-Institut der erste Lehrstuhl für Deutsch als Fremdsprache (DaF) im gesamten deutschsprachigen Raum ins Leben gerufen: Lehrstuhlinhaber war Gerhard Helbig. Das Herder-Institut der DDR hatte somit neben der Forschung und akademischen Lehre für DaF ähnliche sprachdidaktische Aufgaben wie das Goethe-Institut bzw. der Deutsche Akademische Austauschdienst (DAAD) der Bundesrepublik Deutschland. Wie das Herder-Institut führte das Goethe-Institut Sprachkurse für ausländische Studierende durch. Im Auftrag der jeweiligen auswärtigen Kulturpolitik beider Staaten wurden Dozenten und Lektoren für DaF an ausländische Hochschulen (DAAD) sowie deutsche Kulturzentren im Ausland entsandt, wobei das Herder-Institut vor allem in Osteuropa tätig war.
In der Zeit von 1951 bis 1989 wurden am Herder-Institut insgesamt 22.000 ausländische Studenten, Aspiranten und Postgraduierte ausgebildet, die in erster Linie als Delegierte kommunistischer Parteien oder als Regierungsstudenten in die DDR gekommen waren. Weiterhin nahmen von 1966 bis 1986 etwa 3.500 ausländische Deutschlehrer und Germanisten an 51 Sommerkursen und ähnlichen Veranstaltungen zur Weiterbildung teil. Von 1962 bis 1993 gab es weiterhin in Radebeul mit dem Herder-Institut Abteilung Radebeul eine „Zentrale Schule für ausländische Bürger zur sprachlichen Vorbereitung auf die produktionstechnische Ausbildung“.

## Neuausrichtung nach der Wende
Aus finanziellen Gründen musste das Herder-Institut von 1990 bis 1993 umstrukturiert werden, wobei mehr als 90 % der ca. 330 Beschäftigten ihre Stelle verloren. Dafür wurden drei eigenständige Einrichtungen aus dem Herder-Institut gebildet, die sich unterschiedlichen Schwerpunktsetzungen verschreiben. Aus dem früheren Herder-Institut wurden zwei neue Einrichtungen herausgegründet: 1991 das Studienkolleg Sachsen, das ausländische Studierende verschiedener Studiengänge sprachlich auf ein Studium vorbereitet, und 1992 interDaF e. V. am Herder-Institut der Universität Leipzig, das als eigenständiger Verein voruniversitäre und universitäre Weiterbildungen anbietet. 1993 wurde das verbliebene Institut in personell verkleinerter Form in die Philologische Fakultät der Universität Leipzig eingebunden und dient seither der Forschung und Lehre des Fachs Deutsch als Fremdsprache. Hierfür werden mittlerweile neben Bachelor- und Master- auch Promotionsstudiengänge angeboten. Das Herder-Institut ist weiterhin Herausgeber der 1964 gegründeten Fachzeitschrift Deutsch als Fremdsprache. Zeitschrift zur Theorie und Praxis des Faches Deutsch als Fremdsprache.

## Bekannte Studenten
- Michelle Bachelet (* 1951), Präsidentin Chiles
- Jenny De la Torre Castro (1954–2025), peruanisch-deutsche Ärztin
- Karamba Diaby (* 1961), deutscher Politiker (SPD), Mitglied des Deutschen Bundestages
- Ravindra Gujjula (* 1954), deutscher Politiker (SPD)
- Raila Odinga (* 1945), kenianischer Politiker